# 山岸荷葉
山岸 荷葉（やまぎし かよう、1876年1月29日 - 1945年3月10日）は、日本の小説家、書家、劇評家。本名、惣次郎。
日本橋通油町の丸合小間物問屋（扱い品：鼈甲・朝鮮・眼鏡・鏡・磁針）加賀屋（吉郎兵衛・通称：加賀吉・屋号：山吉）の次男。雲石と号し、巖谷一六門下の天才書家として知られる。加賀屋を継いだ兄山岸定吉の妻つるの従兄弟に当たる尾崎紅葉の門下に入り、硯友社同人となる。
明治36年（1903年）川上音次郎一座が上演した「ハムレット」の翻案を土肥春曙とともにおこない、ハムレットを葉村年丸とした。明治39年（1906年）には同座にメーテルリンクの「モンナヴァンナ」を翻訳するなど劇界にも活動した。
1945年3月10日の東京大空襲で死去した。

## 著書
- リンクは国会図書館近代デジタルライブラリー
- 『紺暖簾』春陽堂 1902
- 『五世尾上菊五郎』編　文学堂 1903
- 『五人娘』文禄堂 1903
- 『失恋境』春陽堂 1903
- 『反魂記』青木嵩山堂 1903
- 『ふところ鏡』金港堂 1903
- 『町女房』春陽堂 1906
- 『金蒔絵』今古堂 1907
- 『新作女判任官』春陽堂 1907
- 『氏か育か 少女小説』博文館 1911
- 『女優』春陽堂 1913
- 『明治文学全集 22　硯友社文学集』山岸荷葉篇「紺暖簾」筑摩書房 1969

### 翻案
- シェークスピア『ハムレット 沙翁悲劇』土肥春曙と翻案 冨山房 1903
- Terumaro : the Japanese Version of "Hamlet" translated by J. Umezawa. Japan Herald, 1905.

### 書
- （浄瑠璃本文の筆耕）『定本 常磐津全集』全12巻、同刊行会　1940ｰ1943

## 伝記と書誌
- 『近代文学研究叢書 第55巻』「山岸荷葉」昭和女子大学近代文化研究所 1983